# Волшебный участок
«Волше́бный уча́сток» — российский комедийный телесериал режиссёра Степана Гордеева. Главную роль сыграл Николай Наумов. Премьерный показ состоялся 9 ноября 2023 года в онлайн-кинотеатре Okko. Телевизионная премьера состоялась 25 марта 2024 на телеканале «ТНТ».
Онлайн-кинотеатр Okko продлил шоу «Волшебный участок» на второй сезон.

## Сюжет
Главный герой сериала — Лёха Попов (Николай Наумов), бывший полицейский-снайпер, который по стечению обстоятельств устраивается на работу в необычный полицейский участок. Называется он «Отдел по Борьбе со Сказочными Преступлениями» (сокращённо ОБСП). Его сотрудники занимаются расследованием преступлений, которые совершают сказочные персонажи, скрытно живущие среди людей. Вскоре Леха понимает, что и в его венах течёт не совсем обычная кровь — так же, как и у его юной племянницы, опекуном которой он становится.

## В ролях
| Актёр                | Роль                                                               |
| -------------------- | ------------------------------------------------------------------ |
| Николай Наумов       | Лёха / Алексей Попов бывший полицейский-снайпер                    |
| Ева Смирнова         | Василиса Попова дочь Кати                                          |
| Мария Ахметзянова    | Катя / Екатерина Попова сестра Лёхи                                |
| Андрей Добровольский | Михалыч / Николай Михайлович Боков майор полиции, начальник отдела |
| Филипп Янковский     | Ворон / Вадим Демидович Воронов полковник                          |
| Дарья Мельникова     | Лена / Елена Федотова капитан полиции                              |
| Алексей Золотовицкий | Олег Заяц старший лейтенант полиции                                |
| Мария Смольникова    | Валентина Александровна Краснова секретарь Михалыча, дочь Бабы-Яги |
| Татьяна Догилева     | Баба-яга                                                           |
| Илья Соболев         | гном-матерщинник                                                   |
| Павел Деревянко      | Змей Горыныч                                                       |
| Ольга Медынич        | Снежная королева                                                   |
| Гоша Куценко         | Елизаров капитан полиции                                           |
| Юрий Скулябин        | русал                                                              |
| Алексей Кирсанов     | Егор Гордеев оперуполномоченный                                    |
| Игорь Гаспарян       | Рашид джинн                                                        |
| Ида Галич            | веб-аватар Бабы-яги                                                |
| Сергей Чихачёв       | берендей                                                           |
| Лев Зулькарнаев      | упырь                                                              |
| Никита Кологривый    | молодой ворон                                                      |

## Список сезонов
| Сезон | Сезон | Серии | Период трансляции          |
| ----- | ----- | ----- | -------------------------- |
|       | 1     | 8     | 9 ноября — 28 декабря 2023 |
|       | 2     | 7     | 2025                       |

### 1 сезон
| № серии | Название             | Описание серии | Дата премьеры   |
| ------- | -------------------- | --- | --------------- |
| 1       | «Шапка-невидимка»    | Полицейский снайпер Лёха зарабатывает на опасной работе посттравматический синдром, что вынуждает его расстаться со службой. Парень и раньше злоупотреблял алкоголем, постоянно нарушая дисциплину, теперь же Лёха ушел в беспробудный запой, опускаясь все ниже по социальной лестнице. И лишь серьезное заболевание родной сестры Кати, которая озабочена будущим своей восьмилетней дочери Василисы, способно привести Лёху в чувства. Он завязывает с пьянством и возвращается на службу в полицию. Но отдел, в который попадает бывший спецназовец, оказывается очень непростым. Вместо обычных преступников теперь Лёха должен ловить сказочных персонажей, от злостного пиромана Горыныча до Кощея Бессмертного. Однако справиться со всей этой нечистью иногда проще, чем с родной племянницей Василисой. | 9 ноября 2023   |
| 2       | «Горыныч»            | Лёха начинает охоту на опасного пиромана Змея Горыныча, который грозится превратить в пепелище всю Москву. Змей Горыныч поджигает шаурму и благодаря помощи Ворона сбегает из психлечебницы. Леха настигает его в Третьяковской галерее, ведь именно здесь лежит меч-кладенец, который может убить Змея. Меж тем, три головы Горыныча не могут договориться между собой, и нервный герой совершает необдуманные поступки. | 16 ноября 2023  |
| 3       | «Русал»              | Из сказочного централа сбегает Русал и устраивает кровавую бойню. Коварная Яга хочет добраться до сестры Лехи. У Русала нерест. Именно в таком состоянии он наиболее яростный. В Океанариуме Русал откладывает икру. | 23 ноября 2023  |
| 4       | «Упырь»              | Пытаясь спасти сестру, Лёха случайно превращает ее в упыря, и теперь перед ним стоит сложный моральный выбор. | 30 ноября 2023  |
| 5       | «Оборотни в погонах» | Совершено зверское нападение на инкассаторов. Выясняется, что в городе снова орудует банда оборотней в погонах. | 7 декабря 2023  |
| 6       | «Жар-Птица»          | Банда байкеров-человекомедведей нападает на центральную ТЭЦ и похищает жар-птицу, которая питала город энергией. | 14 декабря 2023 |
| 7       | «Сказочный централ»  | Лёха становится заключенным в сказочном централе. Чтобы спасти племянницу, ему нужно придумать план побега. | 21 декабря 2023 |
| 8       | «Кощей»              | Отделу по борьбе со сказочными преступлениями предстоит страшная битва, ведь Кощей наконец выходит в наш мир. | 28 декабря 2023 |

## Производство
Производством сериала занимались продюсерский центр Originals Production и кинокомпания «Место силы» эксклюзивно для онлайн-кинотеатра Okko. Съёмки проходили с октября 2022 года по февраль 2023 года в Москве. Прототипом здания полицейского участка стала штаб-квартира информационного агентства ТАСС, расположенного на Тверском бульваре.
В начале ноября 2023 года на предпремьерном показе сериала шоураннер Александр Носков сообщил о готовности сценария для второго сезона.

## Реакция
Сериал получил в основном положительные оценки российских кинокритиков.
Вадим Богданов (InterMedia): «Сериал позиционируется как сказка для взрослых, что на общем фоне заметно выделяет „Волшебный участок“ из бесконечного потока семейно-детских фильмов той же тематики. Здесь есть насилие, обнажённые женские тела, шутки на грани и много мата (к сожалению, запиканного на премьере). Конкретно за мат отвечает Илья Соболев в роли гнома-матерщинника, и ругается он, конечно, феерично — с его фирменной подачи даже случайный набор прилагательных заставляет смеяться во весь голос».
Леонид Кискаркин (Вокруг ТВ): «Сериал Степана Гордеева „Волшебный участок“ напоминает одновременно и „Ночной дозор“, и „Сергия против нечисти“, и советский хит „Чародеи“. С одной стороны, мы имеем устоявшуюся организацию, которая помимо непосредственно контроля за нечистой силой занимается внутренними интригами и существует за счет сложной системы сдержек и противовесов. С другой — в центре истории находится неидеальный герой, страдающий от тяги к спиртному и проблем с социализацией».
Владимир Ростовский (Film.ru): «Вторичность сериалу идёт скорее на пользу: какие-то штампы обыгрываются шутливо, а какие-то существуют как данность, но не смазывают общей картины. Важным моментом является то, что Москва в „Участке“ ненастоящая. Создатели подчеркивают, что реальность сериала альтернативная, хоть и похожа на нашу: выпадают определённые события, а какие-то исторические личности имеют другие имена и судьбы. Такой подход позволяет абстрагироваться от современности ещё сильнее и не привязываться к повестке, но при этом сохранить актуальность».
Подводя итоги года, сервис Okko назвал сериал самым просматриваемым на сервисе в 2023 году.